# Kamienica Pod Złotym Słońcem przy ulicy Drobnera we Wrocławiu
Kamienica Pod Złotym Słońcem – zabytkowa, narożna kamienica znajdująca się u zbiegu ulic Bolesława Drobnera i Dubois we Wrocławiu; kamienica ma przypisany adres ul. Drobnera 10.

## Historia

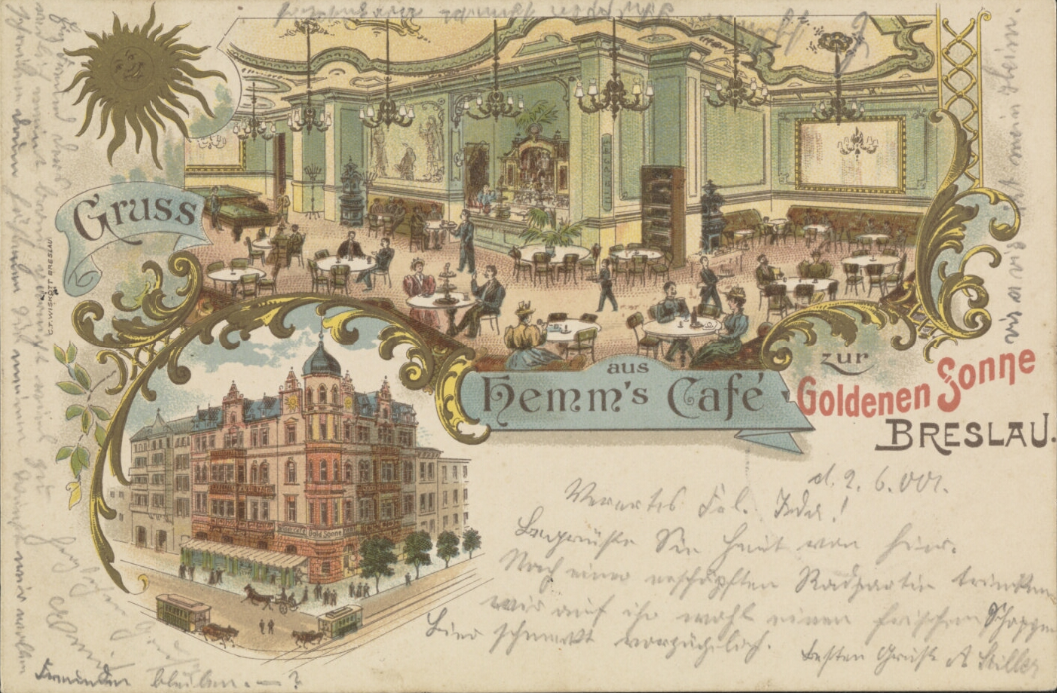
Kawiarnia Pod Słońcem w 1901 roku

### Przed rokiem 1945
Według Gminnej Ewidencji Zabytków miasta Wrocław budynek został wzniesiony w 1890 roku. Inne źródła podają datę 1896 jako rok wykonania pierwszego projektu. Jego autorem był niemiecki architekt Georg Schneider (1862-1944), autor takich zrealizowanych projektów jak m.in. Dom handlowy Tack, Dom handlowy braci Barasch lub Dom handlowy Domar. W 1897 roku projekt został poprawiony. W 1900 roku wykonano projekt rozbudowy kamienicy według projektu Wilhelma Kühnela. Budynek był zaprojektowany jako budynek hotelowo-gastronomiczny. Na parterze umieszczona została kawiarnia Zur Goldenen Sonne („Pod Złotym Słońcem”), na I piętrze znajdowały się pomieszczenia klubokawiarni, na II piętrze prywatne gabinety. Czwartą kondygnację zajmowały mieszkania, prawdopodobnie właściciela i personelu. W 1923 roku zmieniono funkcje budynku; wszystkie kondygnacje z wyjątkiem parteru przebudowano na mieszkania czynszowe. Pomieszczenia udekorowano stiukiem i założono nowe piece kaflowe. Na parterze uruchomiona została piwiarnia Kuschel’s Bierhaus.

### Po roku 1945
Budynek nie został zniszczony podczas działań wojennych w 1945 roku. Na parterze budynku otwarta została apteka „Pod Eskulapem”. W latach 2006–2007 kamienica została gruntownie wyremontowana. W miejscu apteki „Pod Eskulapem” w roku 2016 rozpoczęła działalność apteka i drogeria sieci ZIKO.

## Opis architektoniczny
Budynek został wzniesiony na planie litery „L” z czterema i pięcioma osiami na elewacji tylnej. Jest murowany z cegły i otynkowany, czterokondygnacyjny z użytkowym poddaszem, podpiwniczony, o konstrukcji stalowej, ze stropami Kleina. Wewnętrzny układ pomieszczeń dwutraktowy. Klatka schodowa metalowa na stalowych dźwigarach z drewnianymi stopniami i ze stalową balustradą. Dwie fasady od ul. Drobnera i Dubois mają podobny wystrój architektoniczny. Obie fasady połączone są ośmiokątnym wykuszem w narożniku budynku, przechodzącym w jednokondygnacyjną wieżyczkę zakończoną pierwotnie banią zwieńczoną metalową sterczyną. Elewacja od ul. Drobnera ozdobiona jest wykuszem na I piętrze, a od strony ul. Dubois dwukondygnacyjnym wykuszem na I i II  piętrze. Wykusze połączone są z bocznymi balkonami opartymi na wspornikach i zwieńczone podobnymi w stylistyce balkonami. Elewacja parteru jest boniowana; wyższe partie gładko tynkowane. Otwory okienne na parterze i na II piętrze zostały są zamknięte łukami odcinkowymi a okna wieżyczki na poziomie poddasza oraz jedno okno w szczycie - łukami pełnymi. Pozostałe otwory okienne są prostokątne z opaskami. Pod oknami I i III piętra znajduje się gzyms międzykondygnacyjny. Elewacje z obu stron wieńczą szczyty ozdobione wydatnymi gzymsami i stożkowatymi sterczynami zakończonymi kulami. Od strony ul. Drobnera umieszczona dwa takie szczyty (jeden nad wykuszem, drugi w osi zewnętrznej), a od ulicy Dubois jeden w osi środkowej. Pomiędzy szczytami znajdują się małe facjaty nakryte wysokimi daszkami z metalowymi sterczynami – iglicami. Budynek pokryty został dachem pulpitowym.